# Haruya Ide
Haruya Ide (井出 遥也 Ide Haruya?, Chiba, 25 de marzo de 1994) es un futbolista japonés que juega como centrocampista en el Vissel Kobe de la J1 League.

## Trayectoria

### Clubes
| Club                      | País  | Año       |
| ------------------------- | ----- | --------- |
| JEF United Chiba          | Japón | 2011-2016 |
| J. League sub-22 (cedido) | Japón | 2014      |
| Gamba Osaka               | Japón | 2017-2018 |
| Montedio Yamagata         | Japón | 2019      |
| Tokyo Verdy               | Japón | 2020-2022 |
| Vissel Kobe               | Japón | 2023-     |

## Palmarés

### Títulos nacionales
| Título             | Club        | País  | Año  |
| ------------------ | ----------- | ----- | ---- |
| J1 League          | Vissel Kobe | Japón | 2023 |
| Copa del Emperador | Vissel Kobe | Japón | 2024 |
| J1 League          | Vissel Kobe | Japón | 2024 |